# Пачков, Николай Степанович
Николай Степанович Пачков (12 апреля 1899, с. Варташен, Елизаветпольская губерния — 2 декабря 1950, СССР) — советский военачальник, полковник (1942).

## Биография
Родился 12 апреля 1899 года в селе Варташен, ныне город Огуз в Азербайджане. Удин.

## Военная служба

### Первая мировая война
В мае 1916 года был призван на военную службу и направлен рядовым в 279-й запасной полк в город Баку. После двухмесячного обучения в нем отправлен на Кавказский (Турецкий) фронт, где воевал в составе 5-го Армянского стрелкового батальона в районе города Ван. После Февральской революции 1917 года батальон был развернут в 5-й Армянский стрелковый полк. После Октябрьской революции 1917 года с полком был переведен в город Эривань и участвовал в боях против турецких войск, наступавших на город. В ходе их он был тяжело ранен и эвакуирован в госпиталь. За боевые отличия был награжден Георгиевским крестом 4-й степени.

### Гражданская война
С развалом Российской империи и образованием Республики Армения в мае 1918 года полк вошел в дашнакскую армию. Выйдя из госпиталя, Пачков
был зачислен курсантом в Дашнакскую дивизионную школу младших командиров, после ее окончания с августа 1918 года служил младшим унтер-офицером во 2-м Армянском стрелковом полку (дашнакском). Участвовал с ним в боях с турецкими войсками на Нахичеванском фронте, вновь был ранен. За бой в районе Александрополя был награжден медалью. После выхода из госпиталя в октябре 1918 года назначен в Эриванский караульный батальон (в батальонную школу). В мае 1920 года батальонную школу перевели в город Дилижан против восставших коммунаров (под командой подпоручика Бек-Назарова). Затем батальон был переброшен против турецких войск (в направлении Диярбакыр), отступал с ним вплоть до горы Алагёз (ныне гора Арагац).
По советизации Армении 29 ноября 1920 года перешел с батальоном в Красную армию и назначен в нем командиром взвода. Участвовал в боях против дашнакских частей на Карамалинском фронте. 24 февраля 1921 года под деревней Юра был тяжело ранен, находился на лечении в Нахичеванской городской больнице, после занятия частями Красной армии Эривани переведен в военный госпиталь. После излечения назначен командиром роты этого же Эриванского караульного батальона, входившего в это время в состав 20-й стрелковой дивизии стоявшей на турецкой границе.

### Межвоенные годы
В декабре 1921 года зачислен курсантом на 1-е Эриванские командные курсы, после их окончания в июне 1923 году назначен помощником командира частей особого назначения (ЧОН) Эчмиазинского (Вагаршабадского) уезда. Во время учебы на курсах Пачков вступил в ВКП(б). С января 1924 года командовал 5-й Эриванской ротой особого назначения, с июня — ротой 8-го отдельного батальона особого назначения. С августа был помощником командира роты во 2-м Армянском стрелковом территориальном полку Армянской дивизии ККА. С ноября исполнял должности командира взвода и помощника начальника полковой школы в 1-м Армянском стрелковом полку этой же дивизии.
С сентября 1925 года по сентябрь 1926 года находился на учебе на курсах «Выстрел», после возвращения в полк проходил службу командиром роты и батальона. В мае 1930 года назначен помощником начальника учебно-мобилизационной части Карабахского окружного военкомата, с января 1931 года исполнял должность начальника мобилизационной части Нухинского райвоенкомата. С июня 1932 года проходил службу в штабе ККА в должностях помощника начальника 1-го сектора военно-хозяйственного отдела и помощника начальника 2-го сектора военно-финансового отдела. С марта 1934 года был помощником начальника административно-хозяйственной части и помощником начальника по материальному обеспечению Тифлисского военного госпиталя. В мае 1936 года исполнял должность начальника обозно-вещевого снабжения и помощника командира по хозяйственной части 14-го отдельного стрелкового батальона ЗакВО.
В августе 1939 года майор Пачков назначен помощником по материальному обеспечению 201-го стрелкового полка 84-й стрелковой дивизии МВО. Участвовал с ним в Советско-финляндской войне 1939—1940 гг. В составе 7-й Армии, полк вступил в бой 14 февраля 1940 года и действовал в третьем секторе — Лейпясуо-Сумма, наступал на ст. Кямяря. После захвата ст. Перо обходил города Выборг с востока.
С июля 1940 года исполнял должность помощника по снабжению командира 5-го мотострелкового полка 5-й танковой дивизии 3-го механизированного корпуса ПрибОВО.

### Великая Отечественная война
В начале войны дивизия в составе 11-й армии Северо-Западного фронта участвовала в приграничном сражении в Прибалтике. Действуя в полосе армии в районе города Алитус (Литва), она вела тяжелые оборонительные бои в отрыве от главных сил 3-го механизированного корпуса, участвовавшего в это время во фронтовом контрударе под Шяуляем. В результате неудачных боев 22 июня 1941 года, при подавляющем превосходстве противника в силах и средствах, полк под Алитусом был окружен и разгромлен.
К утру 23 июня Пачкову удалось прорваться в составе 75 автомашин и 450 бойцов к Вильно, где он вступил в командование полком. В дальнейшем с остатками дивизии (под командой командира дивизии полковника Ф. Ф. Фёдорова) в условиях окружения с боями отходил через Литву и Белоруссию (в направлении Минск, Борисов, Смоленск, Ельня, Медынь, Тихонова Пустынь, Калуга). После выхода из окружения и расформирования дивизии в конце июля 1941 года Пачков был назначен помощником командира по снабжению 1021-го стрелкового полка 307-й стрелковой дивизии МВО, формировавшейся в городе Иваново.
В августе дивизия была переброшена на Центральный фронт в 13-ю армию и участвовала в Смоленском сражении (с 15 августа — в составе Брянского фронта). В последних числах августа 1941 года ее части были окружены в районе Трубчевск, Погар, однако сумели переправиться на восточный берег реки Десна. В сложных условиях майор Пачков собрал до 350 бойцов и направился на станцию Знов, где соединился с основными силами дивизии. После выхода из окружения с 10 сентября вступил в командование этим 1021-м стрелковым полком. С 8 октября 1941 года, в ходе Орловско-Брянской оборонительной операции, дивизия в составе 13-й армии вела бои в окружении. Только 19 октября она, переправившись на восточный берег реки Свапа, смогла выйти к своим войскам. В дальнейшем до 18 ноября ее части вели тяжелые бои, отходя в направлении на Елец. В декабре 1941 года полк под его командованием в составе дивизии участвовал в Елецкой наступательной операции. В январе — мае 1942 года дивизия занимала оборону в районе станции Туровка, затем участвовала в Воронежско-ворошиловградской оборонительной операции. В кровопролитных боях она остановила противника в районе станции Коротыш, где держала оборону вплоть до ноября. Приказом по войскам Брянского фронта от 29 августа 1942 года за боевые отличия подполковник Пачков был награжден орденом Красной Звезды.
С 9 ноября 1942 года по июнь 1943 года проходил обучение в Высшей военной академии им. К. Е. Ворошилова, затем был назначен заместителем командира 250-й стрелковой дивизии Брянского фронта. С 14 июля переведен на ту же должность в 380-ю стрелковую дивизию. В составе 3-й армии Брянского фронта ее части отличились в Курской битве, Орловской наступательной операции. Приказом Верховного главнокомандующего от 5 августа 1943 года ей было присвоено наименование «Орловская». С 8 сентября 1943 года она была подчинена 50-й армии и участвовала с ней в Брянской наступательной операции (наступала от г. Киров на Клетную, Хотимск). 13 октября ее части вышли к реку Проня и захватили плацдарм на противоположном берегу. До 11 ноября дивизия вела оборонительные и наступательные бои на плацдарме в районе нас. пункта Кузьминичи, затем была отведена на восточный берег реки Проня во второй эшелон. К 30 ноября она была выведена в район Лопатичи, где находилась в обороне до лета 1944 года. С 26 июня 1944 года дивизия принимала участие в Белорусской, Могилёвской и Минской наступательных операциях. За образцовое выполнение заданий командования в боях при форсировании рек Проня и Днепр, прорыве укрепленной обороны немцев, а также за овладение городами Шклов, Могилёв и Быхов она награждена орденом Красного Знамени (10.7.1944), этим же орденом был награжден и полковник Пачков. С 12 июля дивизия вошла в 49-ю армию 2-го Белорусского фронта и в ее составе участвовала в Белостокской и Осовецкой наступательных операциях. 24 августа ее части вышли к реке Нарев, где и перешли к обороне. За овладение крепостью и городом Осовец дивизия была награждена орденом Суворова 2-й ст. (1.9.1944). В ходе дальнейшего наступления на остроленском направлении она 13 сентября приняла участие в освобождении города Ломжа и заняла оборону по западному берегу реки Нарев.
С 30 октября 1944 года полковник Пачков был допущен к командованию 42-й стрелковой Смоленской ордена Кутузова дивизией, входившей в состав 49-й армии 2-го Белорусского фронта. С января 1945 года ее части принимали участие в Восточно-Прусской, Восточно-Померанской наступательных операциях. За овладение городом и крепостью Данциг (Гданьск) дивизия была награждена орденом Суворова 2-й ст. (17.3.1945). 24 марта ее части вышли на южную окраину города Олива. За умелое командование частями дивизии в этих операциях полковник Пачков награжден орденами Красного Знамени и Суворова 2-й степени. С 16 апреля по 12 мая 1945 года находился в госпитале по болезни, затем вернулся в дивизию на прежнюю должность.
За время войны комдив Пачков был три раза персонально упомянут в благодарственных в приказах Верховного Главнокомандующего.

### Послевоенная карьера
После войны в июле 1945 года дивизия была расформирована, а полковник Пачков зачислен в распоряжение Военного совета ГСОВГ, затем ГУК НКО. С января 1946 года командовал 108-й стрелковой Бобруйской ордена Ленина Краснознаменной дивизией в СГВ. С 30 сентября 1946 года зачислен в распоряжение Военного совета ГСОВГ для использования в СВАГ. С октября исполнял должность заместителя начальника отдела комендантской службы по строевой части, затем начальника штаба Управления Советской военной администрации в Германии провинции Саксония. С 23 августа 1947 г. был зам. начальника штаба Управления Советской военной администрации земли Саксония — Ангальт.
В августе 1948 года уволен в отставку по болезни.

## Награды
- орден Ленина (10.11.1945[3])
- три ордена Красного Знамени (25.07.1944[4], 03.11.1944[3], 16.02.1945[5])
- орден Суворова II степени (29.05.1945[6])
- орден Отечественной войны II степени (04.11.1943[7])
- два орден Красной Звезды (29.08.1942[8], 20.08.1943[9])

медали в том числе:
- «За победу над Германией в Великой Отечественной войне 1941—1945 гг.» (1945)

Приказы (благодарности) Верховного Главнокомандующего в которых отмечен Н. С. Пачков.
- За прорыв на двух плацдармах на западном берегу реки Нарев, севернее Варшавы, глубоко эшелонированной обороны противника, и овладение сильными опорными пунктами обороны немцев городами Макув, Пултуск, Цеханув, Нове-Място, Насельск. 17 января 1945 года. № 224.
- За овладение городом Черск — важным узлом коммуникаций и сильным опорным пунктом обороны немцев в северо-западной части Польши. 21 февраля 1945 года. № 283.
- За овладение городом и крепостью Гданьск (Данциг) — важнейшим портом и первоклассной военно-морской базой немцев на Балтийском море. 30 марта 1945 года. № 319.

Российская империя
- Георгиевский крест 4-й степени

Других государств
- Рыцарский крест ордена «Виртути Милитари» (ПНР)
- Медаль «За Одер, Нейсе, Балтику» (ПНР)